# Guru Granth Sahib
O Sri Guru Granth Sahib (Punjabi (Gurmukhi): ਗੁਰੂ ਗ੍ਰੰਥ ਸਾਹਿਬ, ɡʊɾu ɡɾəntʰ sɑhɪb) é o texto religioso central do siquismo, considerado pelos siques como sendo o definitivo, soberano e eterno Guru, finalizando a sequência dos Gurus da religião. Trata-se de um texto volumoso, composto por 1 430 angs (páginas), composto e compilado durante o período dos gurus siques humanos, que se estendeu de 1469 a 1708 e consiste numa coleção de hinos – shabads ou baani descrevendo as qualidades de Deus e a necessidade da medição no Seu Nome (Naam). O Guru Gobind Singh (1666–1708), o décimo da linhagem, após adicionar os bani do Guru Tegh Bahadur ao Adi Granth, determinou o texto sagrado como seu sucessor. O texto é a escritura sagrada dos siques, que reúne os ensinamentos de todos os gurus siques. O papel do Guru Granth Sahib é a de fonte ou guia de oração e é fundamental no culto sique.
O Adi Granth, como é conhecida a versão inicial do texto, foi inicialmente compilado pelo sexto guru, Arjan (1563–1606), com hino dos primeiros cinco gurus e outros homens santos - ou bhagats - incluindo treze santos hindus e dois muçulmanos. O Guru Gobind Singh, o décimo guru sique, adicionou todos os 115 hinos compostos pelo Guru Tegh Bahadur ao Adi Granth e esta versão passou a ser denominada Guru Granth Sahib. Após a morte de Gobind Singh, Baba Deep Singh e Bhai Mani Singh prepararam muitas cópias do texto para distribuição.
O Guru Granth Sahib foi redigido na escrita Gurmukhi, através das línguas punjabi, persa, sânscrito e vários dialetos, dentre eles: lehndi, braj bhasha, khariboli, cuja reunião era denominada genericamente como Sant Bhasha.

## História
Durante o período de Guru Nanak, coleções de seus hinos foram compiladas e enviadas às comunidades siques mais distantes para uso nas orações matutinas e noturnas. Seu sucessor, o Guru Angad, começou a reunir os escritos de seu antecessor. Esta tradição foi continuada pelo terceiro e pelo quinto gurus.
Quando o quinto guru, Arjan, estava reunindo os escritos de seu predecessor, descobriu que vários pretendentes à condição de guru lançaram aquilo que ele considerou como antologias forjadas dos gurus anteriores e mesmo os próprios escritos de Arjan no meio deles. De forma a impedir que escritos espúrios ganhassem legitimidade, Guru Arjan iniciou o trabalho de compilar o livro sagrado para a comunidade dos siques. Ele terminou de reunir os escritos religiosos do Guru Ram Das, seu predecessor imediato, e convenceu Mohan, filho do Guru Amar Das, a dar-lhe a coleção dos escritos religiosos dos primeiros três gurus. Além disso, enviou discípulos a todas as regiões para encontrar e reaver quaisquer escritos, conhecidos ou não. Também convidou membros de outras religiões e escritores religiosos contemporâneos a enviar-lhe textos para possível inclusão. Guru Arjan selecionou hinos para inclusão no livro e Bhai Gurdas trabalhou na função de compilador.
Enquanto os manuscritos eram compostos, Akbar, o imperador mughal, recebeu um relatório informando que os manuscritos siques continham passagens vilipendiando o Islã. Assim, viajando em direção ao norte, Akbar parou no meio do caminho e exigiu inspecionar o conteúdo dos textos. Baba Buddha e Bhai Gurdas trouxeram-lhe uma cópia do manuscrito existente naquele momento. Apos escolher aleatoriamente três passagens do texto para ler, Akbar concluiu que o relatório era falso. Ele também garantiu, a pedido do Guru Arjan, uma dispensa do imposto anual do distrito, em função da falha das monções.
Em 1604, o manuscrito do Guru Arjan foi completado e instalado no Harmandir Sahib com Baba Buddha como o primeiro granthi (leitor). Em função de as comunidades de siques estarem espalhadas pelo norte da Índia, era necessário que cópias do livro sagrado estivessem disponíveis. O sexto, o sétimo e o oitavo gurus não redigiram versos religiosos, mas o nono, o Guru Tegh Bahadur, sim. O décimo guru, Guru Gobind Singh, incluiu os escritos do Guru Tegh Bahadur no Guru Granth Sahib.
Em 1704, na localidade de Damdama Sahib, durante a trégua de um ano durante a guerra das tropas de Aurangzeb contra as quais Khalsa estava engajada na época, o Guru Gobind Singh e Bhai Mani Singh adicionaram as composições religiosas do Guru Tegh Bahadur ao Adi Granth para criar uma versão definitiva. Os versos religiosos do Guru Gobind Singh não foram inclusos no Guru Granth Sahib, mas alguns deles foram inclusos nas orações diárias dos siques. Ao longo desse período, Bhai Mani Singh também reuniu os escritos do Guru Gobind Singh, assim como os dos poetas de sua corte, incluindo-os em outro texto religioso, conhecido como Dasam Granth Sahib. A esse texto não é dada a reverência dada ao Granth Sahib, considerado o único Guru pelos siques.

## Significado e papel no siquismo

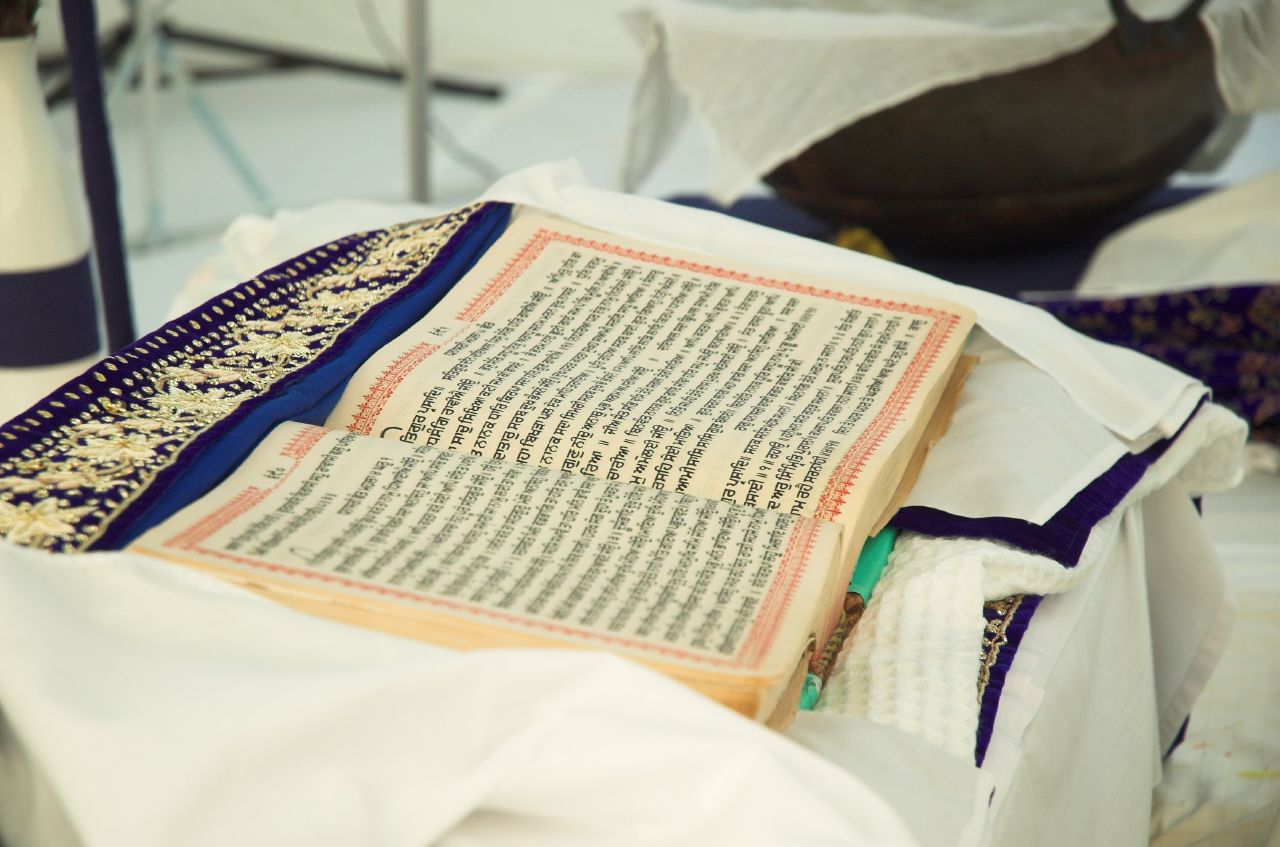
Guru Granth Sahib

Os siques consideram o Guru Granth Sahib um guia espiritual não apenas para eles próprios, mas sim para toda a Humanidade; ele assim exerce um papel central. Seu papel na vida devocional dos siques está baseada em dois princípios fundamentais: que o texto é o Guru vivo e que todas as respostas concernentes à religião e à moralidade podem ser encontrados nele. Seus hinos e ensinamentos são chamados gurbani ou "Palavra do guru" e às vezes Guru ki bani. Assim, na teologia sique, a palavra revelada divinamente está escrita pelos gurus anteriores. Vários homens santos, à parte dos gurus siques, são coletivamente considerados como Bhagats ou "devotos".

### Elevação doAdi GranthaGuru Granth Sahib
Em 1708, o Guru Gobind Singh conferiu o título de "Guru dos Siques" ao Adi Granth. O evento foi registrado num Bhatt Vahi (o rol do bardo) por uma testemunha, Narbud Singh, que era um bardo na corte dos Rajputs associados aos gurus. Grande variedade de outros documentos também atesta esta proclamação realizada pelo décimo guru. Assim, apesar de poucas dissidências, os siques desde então têm aceitado, esmagadoramente, o Guru Granth Sahib, como seu eterno guru.

## Composição
O texto do Guru Granth Sahib é integralmente redigido na escrita Gurmukhi, padronizada pelo Guru Angad no século XVI. De acordo com a tradição sique e o Mahman Prakash, um dos primeiros escritos siques, Guru Angad teria inventado a escrita por sugestão do Guru Nanak durante a vida do fundador do siquismo. A palavra Gurmukhī traduz-se como "[vindo] da boca do Guru". Ela descende das escritas Laṇḍā e foi usada como fonte para compilar as escrituras siques. Os siques conferem alto grau de santidade à escrita Gurmukhī. Esta é a escrita oficial para a língua punjabi no estado indiano do Punjabe.
O Guru Granth Sahib está dividido musicalmente em ragas ao longo de 1 430 páginas conhecidas como angs na tradição sique. Pode ser caracterizado em duas seções:
1. Seção introdutória, que consiste em: Mul Mantra, Japji e Sohila, comspostas pelo Guru Nanak;
2. Composições dos gurus siques, seguidas pelas dos bhagats que conhecem somente a Deus, coletadas de acordo com a cronologia dos ragas.

A palavra raga refere-se à "cor" e, mais especificamente, a emoção ou modo produzido pela combinação e pela sequência de tons. Uma raga é composta por uma série de motivos melódicos, baseados em uma escala definida de modos musicais de sete salmizações (Swara), que provêm uma estrutura básica em torno da qual os músicos tocam. Algumas ragas podem ser associadas às horas do dia e aos momentos do ano. Há 31 ragas no sistema sique, divididas em 14 ragas e 17 raginis (ragas menores, menos definidas). Dentro da divisão das ragas, as canções são arranjadas pela ordem dos gurus siques e bhagats aos quais eles são associados.
As ragas são, em ordem: Sri, Manjh, Gauri, Asa, Gujri, Devagandhari, Bihagara, Wadahans, Sorath, Dhanasri, Jaitsri, Todi, Bairari, Tilang, Suhi, Bilaval, Gondi, Ramkali, Nut-Narayan, Mali-Gaura, Maru, Tukhari, Kedara, Bhairav, Basant, Sarang, Malar, Kanra, Kalyan, Prabhati e Jaijawanti. Adicionalmente, há 22 composições de Vars (baladas tradicionais). Nove dessas ragas possuem ordem específica; no entanto, o restante pode ser cantado em qualquer toada.

## Autores

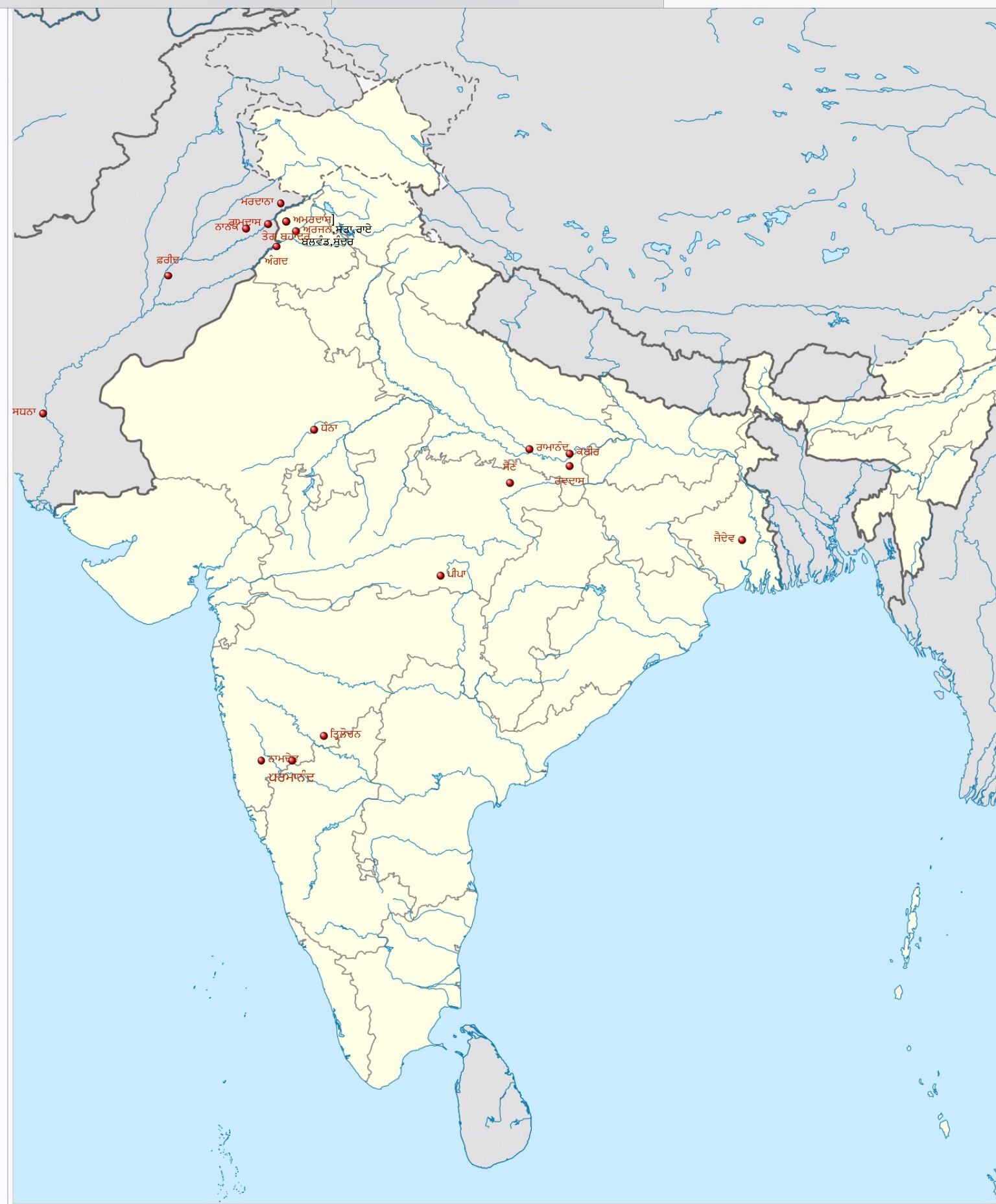
Mapa que mostra os lugares de nascimento dos vários autores com textos presentes no Guru Granth Sahib.

A lista a seguir relaciona os autores cujos hinos estão presentes no Guru Granth Sahib:
- Kabir
- Ravidas
- Namdev
- Bhagat Beni
- Bhagat Bhikhan
- Bhagat Dhanna
- Jayadeva
- Bhagat Parmanand
- Bhagat Pipa
- Ramananda
- Bhagat Sadhana
- Bhagat Sain
- Surdas
- Bhagat Trilochan
- Guru Nanak
- Guru Angad
- Guru Amar Das
- Ramkali Sadu
- Fariduddin Ganjshakar
- Guru Ram Das
- Guru Arjan
- Satta Doom
- Balvand Rai
- Bhatt Kalshar
- Bhatt Balh
- Bhatt Bhalh
- Bhatt Bhika
- Bhatt Gayand
- Bhatt Harbans
- Bhatt Jalap
- Bhatt Kirat
- Bhatt Mathura
- Bhatt Nalh
- Bhatt Salh
- Guru Tegh Bahadur

## Santidade entre os siques

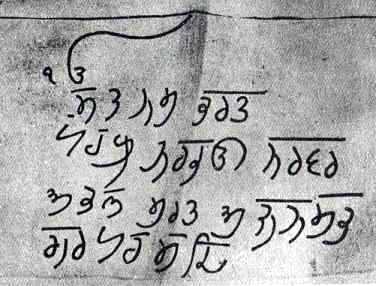
O Mool Mantar na escrita do Guru Har Rai.

Não se pode alterar ou modificar nenhum dos escritos dos gurus siques escritos no Adi Granth. Isto inclui as sentenças, palavras, a estrutura, a gramática e os significados. Seguindo o exemplo dos próprios gurus, os siques observam total santidade do texto do Guru Granth Sahib. O Guru Har Rai, por exemplo, repudiou um dos próprios filhos, Ram Rai, por ele ter tentado alterar as palavras de um hino composto pelo Guru Nanak. O Guru Har Rai enviou Ram Rai a Délhi de modo a explicar Gurbani ao imperador mughal Aurangzeb. De forma a agradar o imperador, Ram Rai alterou as palavras de um dos hinos, o que foi reportado ao guru. Descontente com seu filho, o guru repudiou-o e proibiu os siques de se associarem a ele ou aos seus descendentes.

### Traduções
Uma tradução parcial na língua inglesa do Guru Granth Sahib, feita por Ernest Trumpp, foi publicada em 1877. A obra foi criada para uso de missionários cristãos e recebeu resposta extremamente negativa dos siques. Max Arthur Macauliffe também fez uma tradução parcial do texto, para para incluí-lo na sua obra de seis volumes The Sikh Religion, publicada pela Oxford University Press em 1909. As traduções de Macauliffe são mais próximas à interpretação sique do texto, recebendo maior aceitação por parte dos siques.
A primeira tradução completa e integral do Guru Granth Sahib, feita por Gopal Singh, foi publicada em 1960. Uma revisão foi publicada em 1978 removendo termos obsoletos em inglês como "thee" and "thou". Em 1962, uma tradução em oito volumes, feita em inglês e punjabi por Manmohan Singh foi publicada pelo Shiromani Gurdwara Parbandhak Committee. Na década de 2000, uma tradução da Sant Singh Khalsa (cuja marca é conhecida como "Khalsa Consensus Translation") tornou-se popular por sua inclusão em websites ligados à cultura sique.

### Recitação

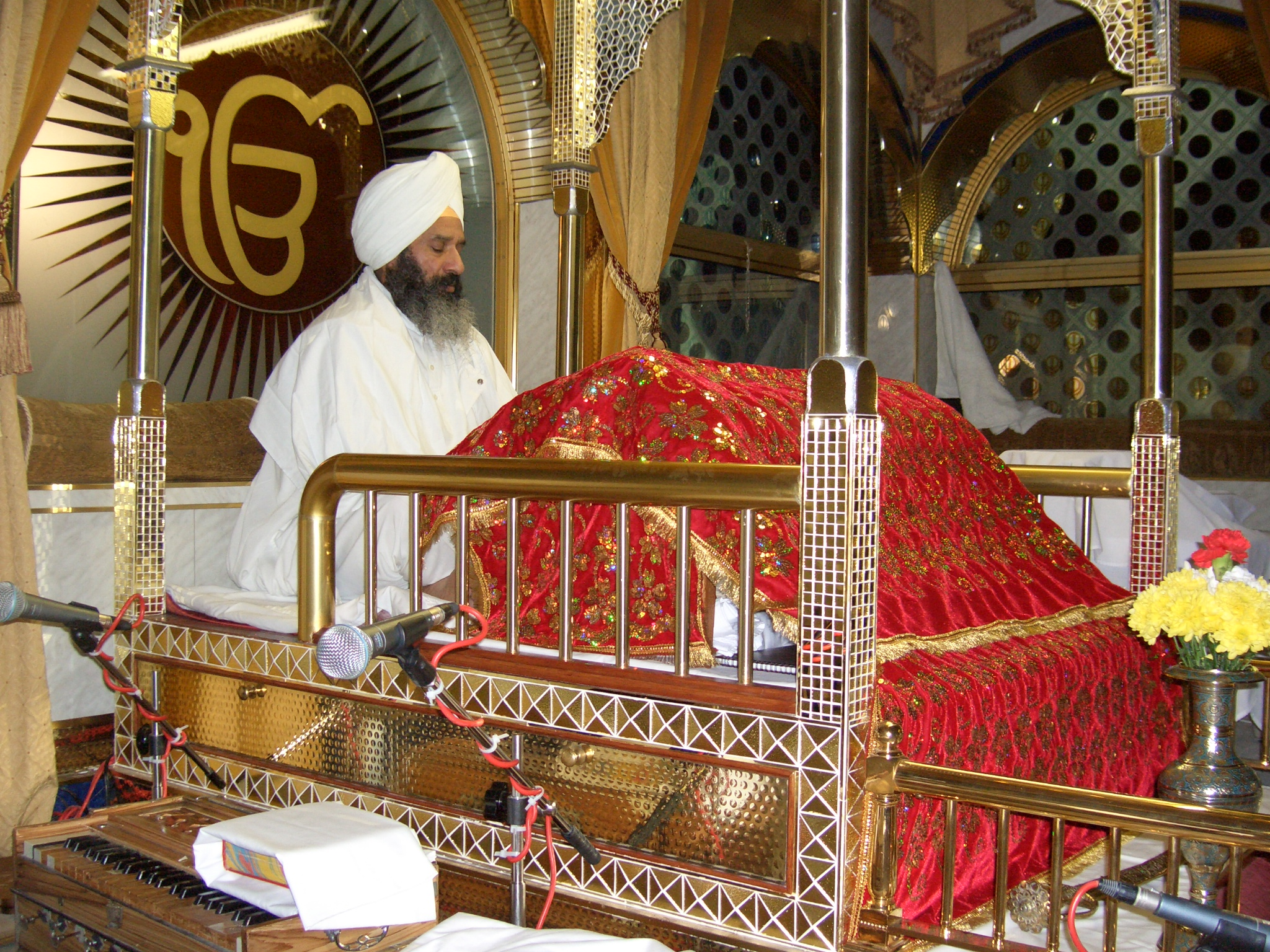
Um Granthi recitando o texto do Guru Granth Sahib.

O Guru Granth Sahib é sempre o ponto focal de qualquer Gurudwara (templo sique), posto no centro de uma plataforma elevada, conhecida como Takht (trono), enquanto a congregação dos fiéis senta-se no chão e se curva diante do guru como sinal de respeito. Ao Guru Granth Sahib são dirigidos as mais altas considerações de respeito e de honra. Os siques cobrem suas cabeças e tiram seus sapatos na presença do texto sagrado. Normalmente, o Guru Granth Sahib é carregado na cabeça como sinal de respeito e jamais tocado com as mãos impuras (i.e., sem lavar) ou posto no chão. O guru é investido com todos os símbolos de realeza e permanece sob um dossel. Um chaur sahib é abanado sobre o livro. Abanadores de penas de pavão eram usados sobre personalidades reais ou santas como marca de alto status espiritual ou temporal; isto foi mais tarde substituído pelo moderno Chaur sahib.
A responsabilidade pelo cuidado do Guru Granth Sahib é dada a um Granthi, que é encarregado de recitar o texto sagrado e liderar as orações siques. O granthi também atua como protetor do Guru Granth Sahib, mantendo o livro coberto com trajes limpos, conhecidos como rumala, que o protegem do calor, da poeira, da poluição, etc. O Guru Granth Sahib permanece em um manji sahib sob o rumala até ser aberto novamente.

## Impressão
A edição do Guru Granth Sahib é feita pelo corpo religioso oficial dos siques, baseado em Amritsar. Grande cuidado é tomado durante a impressão das cópias e um código estrito de conduta é observado durante a tarefa de impressão.
Antes do final do século XIX, somente cópias manuscritas eram produzidas. A primeira cópia impressa do Guru Granth Sahib foi feita em 1864. Desde o início do século XX, a obra tem sido impressa em uma edição padrão com 1 430 angs (páginas). Quaisquer cópias do Guru Granth Sahib consideradas sem condições de uso devem ser cremadas, numa cerimônia similar à realizada na cremação de uma pessoa falecida. Tal cerimônia é denominada Agan Bheta. O Guru Granth Sahib é atualmente impresso num pavimento subterrâneo do Gurudwara Ramsar em Amritsar: erros de impressão, folhas malconfiguradas e sobras de impressão do livro são cremadas em Goindval.
A Biblioteca Digital do Punjab, em colaboração com o Nanakshahi Trust, começou a digitalização de manuscritos seculares em 2003.

## Citações
Max Arthur Macauliffe escreve sobre a autenticidade das escrituras:
A religião sique difere-se no que tange à autenticidade de seus dogmas, comparados aos de outros sistemas teológicos. Muitos dos grandes mestres que o mundo conheceu jamais deixaram uma linha de lavra própria e só sabemos o que eles ensinaram através da tradição ou de informações de segunda mão. Se Pitágoras escreveu sobre seus dogmas, seus escritos não chegaram até nós. Nós somente conhecemos os ensinamentos de Sócrates pelos escritos de Platão e Xenofonte. Buda não deixou memorial escrito daquilo que ensinou. Kungfu-tze, conhecido pelos europeus como Confúcio, não deixou documentados por ele mesmo os princípios de seu sistema moral e social. O fundador da Cristandade não redigiu suas doutrinas e para ter acesso a elas devemos acreditar nos evangelhos de Mateus, Marcos, Lucas e João. O profeta Maomé não escreveu ele mesmo os capítulos do Alcorão. Elas [as obras] foram escritas ou compiladas por aderentes ou seguidores. Entretanto, as composições dos gurus siques estão preservadas e as conhecemos de primeira mão pela forma na qual foram ensinadas.
Pearl S. Buck faz o seguinte comentário sobre o recebimento da primeira tradução em língua inglesa do Guru Granth Sahib:
Eu estudei as escrituras das grandes religiões, mas não encontrei em outro lugar o mesmo poder de apelo ao coração e à mente que encontrei nestes volumes. Eles são compactos apesar de sua extensão, sendo uma revelação do vasto alcance do coração humano, indo do mais nobre conceito de Deus ao reconhecimento e mesmo na insistência nas necessidades práticas do corpo humano. Há algo de estranhamente moderno nessas escrituras e isso me intrigou até eu entender que elas são de fato comparativamente modernas, compiladas até o século XVI, quando os exploradores começavam a descobrir que o globo no qual todos vivemos é uma entidade única, dividida somente pelas linhas arbitrária de nosso próprio fazer. Talvez esse senso de unidade seja a fonte do poder que encontro nesses volumes. Eles falam a uma pessoa de qualquer religião ou de nenhuma. Eles falam ao coração humano e à mente que procura.

## Mensagem
Algumas das mensagens principais do Guru Granth Sahib podem ser sintetizadas da seguinte forma:
1. Um Deus único para todos;
2. Todos são iguais, as mulheres são iguais aos homens;
3. Fale e viva a verdade;
4. Controle os cinco vícios (luxúria, ira, ganância, apego e presunção);
5. Viva o hukam (vontade/desejo) de Deus;
6. Pratique a humildade, a gentileza, a compaixão, o amor, etc.;
7. Sempre mantenha a mente aberta e continue a aprender.

### Vídeo
- 400th Anniversary of Sri Guru Granth Sahib 7VT c

### Áudio
- Listen to Complete Guru Granth Sahib (66 hours), read meaning & download gurmat software & fonts
- (click on the link for complete mp3 format of aad sri guru granth sahib ji maharaj)
- (Another Audio Link Of SGGS ji )

### O Guru Granth Sahib em texto
- English translation of the Guru Granth Sahib Ji (PDF)
- The Guru Granth Sahib in Unicode format
- Granth Sahib.com
- Download Sri Guru Granth Sahib Ji in Spanish / Español (doc)
- The "Oficial Translations of Siri Guru Granth Sahib in Spanish".Revised / PDF
- Sri Guru Granth Sahib Ji (Gurmukhi) PDF
- Search Guru Granth Sahib in English, Gurmukhi and 52 other languages